# Campagne navale dans l'océan Indien en 1940
Théâtre d'Asie du Sud-Est de la Guerre du Pacifique
Batailles
- Action du 27 février 1941
- Action du 8 mai 1941
- Bataille entre le Sydney et le Kormoran
- Raids japonais de 1942
- Occupation japonaise des îles Andaman
- (Massacre de Homfreyganj)
- Bataille de l'île Christmas
- Raid sur Ceylan (Raid du dimanche de Pâques)
- Mutinerie des îles Cocos
- Bataille de Madagascar
- Ralliement de La Réunion
- Opération Creek
- Groupe Monsun
- Action du 13 novembre 1943
- Action du 11 janvier 1944
- Action du 14 février 1944
- Raid japonais de 1944
- Action du 17 juillet 1944

- 1940
- 1941
- 1942
- 1943
- 1944
- 1945

Le théâtre naval de l'océan Indien pendant la Seconde Guerre mondiale a impliqué de nombreux combats entre les forces de l'Axe et des forces alliées. Hormis la phase de la campagne terrestre de l'Afrique orientale italienne, toutes les opérations pertinentes se sont déroulées en mer ou avaient une forte composante maritime.
Les forces navales de l'Axe ont accordé une priorité élevée à la perturbation du commerce allié dans l'océan Indien. Ces mesures antinavires initiales de guerre sous-marine à outrance et de navires pirates incluaient aussi des frappes aériennes par les porte-avions et les raids des croiseurs de la Marine impériale japonaise. Un groupe de U-boot de la Kriegsmarine, appelé Groupe Monsun a opéré depuis l'est de l'océan Indien après que le corridor perse soit devenu une importante route d'approvisionnement militaire vers l'Union soviétique.

## Campagne navale en 1940
- 23 mars 1940 : La Royal Navy établit la Malaya Force constituée de croiseurs, destroyers et sous- marins pour arrêter les navires marchands allemands quittant les Indes orientales néerlandaises.
- 11 mai 1940 : le croiseur auxiliaire allemand Atlantis pénètre dans l'océan Indien depuis l'Atlantique Sud.

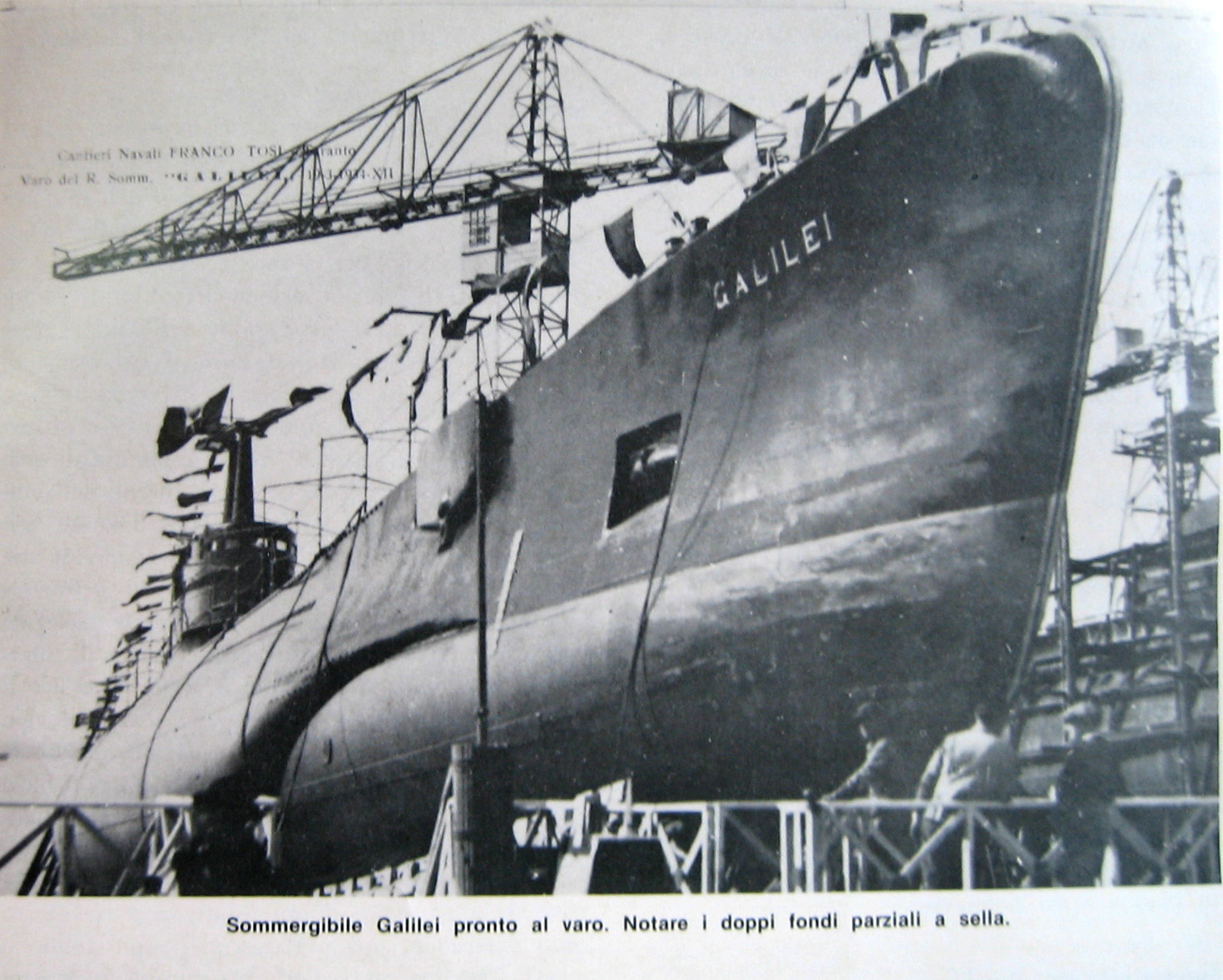
RIN Galileo Galilei

- 7 juin 1940 : les navires de guerre de Regia Marina commencent à poser des mines au large de Massaoua et d'Assab.
- 10 juin 1940 : 8 sous-marins italiens entament des patrouilles dans l'océan Indien depuis la base de Massaoua. Certains de ces sous-marins ont été perdus parce que des fuites de réfrigérants pour la climatisation ont causé l'empoisonnement du système nerveux central de leurs équipages par la recirculation de l'air pendant les opérations en plongée.
- 10 juin 1940 : Atlantis capture le cargo Tirranna dans l'océan Indien central.
- 16 juin 1940 : le sous-marin italien Galileo Galilei coule le pétrolier James Stove.

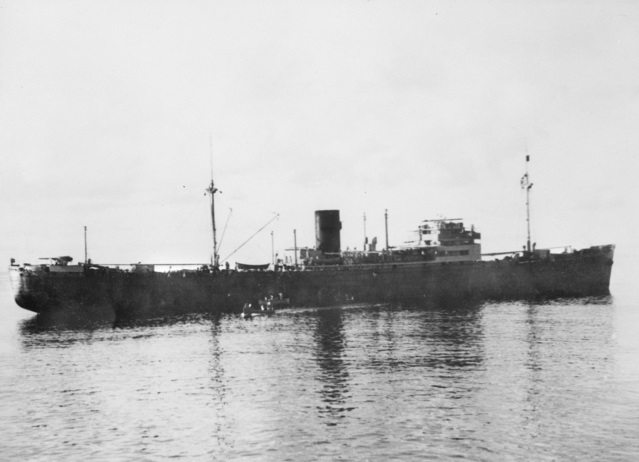
hilfskreuzer Pinguin

- 19 juin 1940: Galileo Galilei est capturé par le chalutier armé britannique Moonstone.
- 23 juin 1940: le sous-marin italien Torricelli coule le HMS Khartoum avant d'être coulé par les destroyers qui l'accompagnent.
- 24 juin 1940: le sous-marin italien Galvani a coulé le sloop HMIS Pathan avant d'être coulé par le sloop-of-war HMS Falmouth.
- 11 juillet 1940: Atlantis coule le cargo City of Bagdad au sud de l'Inde.
- 13 juillet 1940: Atlantis coule le cargo Kemmendine au sud de l'Inde.
- 2 août 1940: Atlantis coule le cargo Tallyrand dans le centre de l'océan Indien.
- 17 août 1940: des croiseurs et destroyers de la Royal Navy et de la Royal Australian Navy couvrent le retrait des troupes britanniques de la Somalie britannique vers Aden lors de la Conquête italienne du Somaliland britannique.
- 24 août 1940: Atlantis coule le cargo King City dans le centre de l'océan Indien.
- 26 août 1940: le hilfskreuzer allemand Pinguin coule le pétrolier Filefjell au sud de Madagascar.
- 27 août 1940: Pinguin coule le pétrolier British Commander et le cargo Morviken au sud de Madagascar.

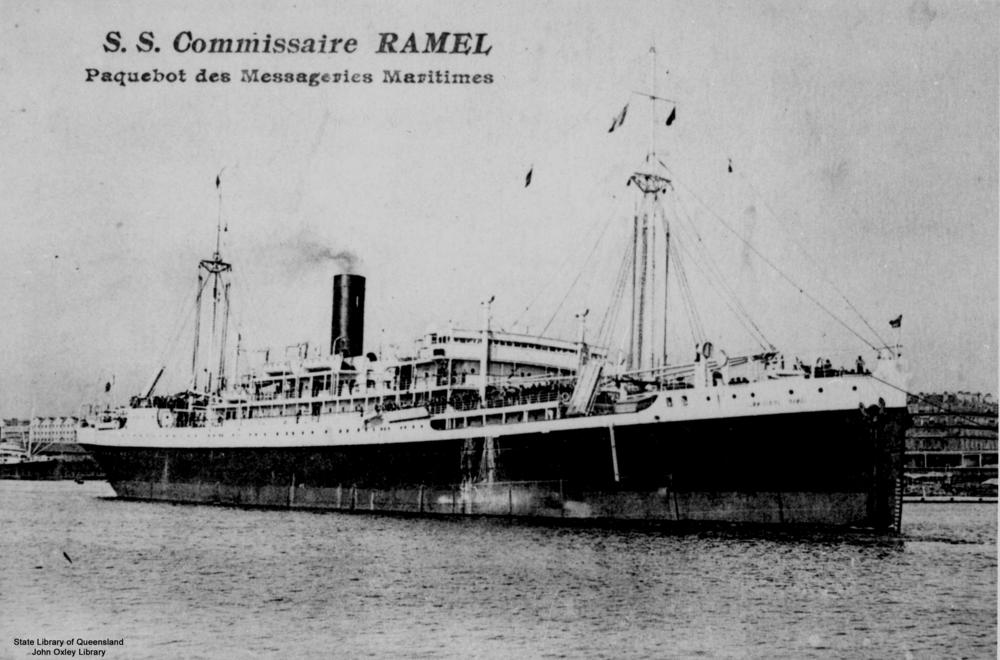
SS Commissaire Ramel

- 6 septembre 1940: le sous-marin italien Guglielmotti coule le pétrolier Atlas dans la mer Rouge.
- 9 septembre 1940: Atlantis coule le pétrolier Athelking dans le centre de l'océan Indien.
- 10 septembre 1940: Atlantis coule le cargo Benarty dans le centre de l'océan Indien.
- 12 septembre 1940: Pinguin coule le cargo Benavon à lest de Madagascar.
- 16 septembre 1940: Pinguin capture le cargo Nordvard dans le centre de l'océan Indien.
- 20 septembre 1940: Atlantis coule le paquebot Commissaire Ramel à l' ouest de Sumatra.
- 7 octobre 1940: Pinguin capture le pétrolier Storstad au sud de Java.
- 21 octobre 1940: le destroyer italien Nullo est coulé lors de la bataille de Bombay au convoi BN 7 du canal de Suez.
- 22 octobre 1940: Atlantis s'empare du cargo Durmitor à l'ouest de Sumatra.
- 9 novembre 1940: Atlantis coule le cargo Teddy à l'ouest de Sumatra.
- 10 novembre 1940: Atlantis capture le pétrolier Ole Jacob à l'ouest de Sumatra.
- 11 novembre 1940: Atlantis coule le cargo Automedon à l'ouest de Sumatra.
- 18 novembre 1940: le HMS Dorsetshire bombarde la Somalie italienne.
- 18 novembre 1940: Pinguin coule le cargo Nowshera à l' ouest de l' Australie.
- 20 novembre 1940: Pinguin coule le cargo Maioma à l' ouest de l'Australie.
- 21 novembre 1940: Pinguin coule le cargo Port Brisbane à l'ouest de l'Australie.
- 30 novembre 1940: Pinguin coule le cargo Port Wellington dans le centre de l'océan Indien.